# Nina Dronova
Nina Dronova, née en 1958 à Tbilissi (RSS de Géorgie), est une gymnaste artistique soviétique.

## Palmarès

### Championnats du monde
- Varna 1974
  -  médaille d'or au concours par équipes